# Hygrocybe coccinea
Hygrocybe coccinea (Schaeff.) P. Kumm., Führer Pilzk.: 112 (1871).
L'Hygrocybe coccinea è un fungo piuttosto comune e molto vistoso per via del colore rosso vivo del carpoforo.

Pur se di dimensioni esigue e quindi di resa piuttosto scarsa, molti cercatori lo raccolgono comunque per consumarlo nel misto.

Se ne sconsiglia la raccolta ai meno esperti in quanto potrebbe essere confuso con pericolosi cortinari di piccole dimensioni e di colore rossiccio oppure ocraceo/rosso mattone.

## Descrizione della specie

### Cappello
Campanulato, poco carnoso, rosso-ciliegia o rosso-sangue, non molto viscido; 2–5 cm di diametro.

### Lamelle
Rosso ciliegia o arancione, giallastre sul tagliente; distanziate, adnate o decorrenti sul gambo con un dente.

### Gambo
Cilindrico, spesso compresso, cavo, liscio, concolore al cappello, ma più giallo verso la base, lungo 3–8 cm e spesso 5–8 mm.

### Carne
Rosso-giallognola, acquosa, fragile.
- Odore: fungino gradevole.
- Sapore: mite, delicato.

### Microscopia
SporeBianche in massa, ellittiche o ovali, 8-10 x 4-5 µm.
BasidiTetrasporici.

## Habitat
Cresce gregario in autunno, su prati e pascoli umidi.

## Commestibilità
Buona.

## Etimologia
- Genere: dal greco hugrós = umido e kúbe = testa, testa umida per la vischiosità del cappello.
- Specie: dal latino coccineus = rosso vermiglio, per il suo bel colore rosso ciliegia.

## Sinonimi e binomi obsoleti
- Agaricus coccineus Schaeff., Fungorum qui in Bavaria et Palatinatu circa Ratisbonam nascuntur 4: 70 (1774)
- Hygrocybe coccinea var. umbonata Herink, Sborník severočeského Musea, Historia Naturalis 1: 77 (1958)
- Hygrophorus coccineus (Schaeff.) Fr., Epicrisis systematis mycologici (Uppsala): 330 (1838)